# Taczanowski-tinamu
A Taczanowski-tinamu (Nothoprocta taczanowskii) a madarak osztályának tinamualakúak (Tinamiformes) rendjébe és a tinamufélék (Tinamidae) családjába tartozó faj.

## Rendszerezése
A fajt Philip Lutley Sclater és Osbert Salvin írták le 1875-ben. Magyar és tudományos nevét Władysław Taczanowski lengyel zoológus tiszteletére kapta.

## Előfordulása
Az Andok keleti lejtőin, Bolívia és Peru területén honos. Természetes élőhelyei a szubtrópusi és trópusi magaslati füves puszták és cserjések, valamint szántóföldek. Állandó, nem vonuló faj.

## Megjelenése
Testhossza 36 centiméter.

## Természetvédelmi helyzete
Az elterjedési területe kicsi és még csökken is, egyedszáma 1500-7000 példány közötti és szintén csökken. A Természetvédelmi Világszövetség Vörös listáján sebezhető fajként szerepel.